# Valentina Rendón
Valentina Rendón Escobar (Manizales, 14 de agosto de 1975) es una actriz y cantante colombiana.

## Carrera
Rendón estudió diseño industrial en la Universidad Autónoma de Manizales pero, después de ganar una beca ofrecida por RCN TV, se fue a vivir a Bogotá para convertirse en actriz. Formó parte del grupo de música pop Luna Verde en su última etapa, ante la salida de Carolina Sabino quien era la voz principal. Debutó en televisión en la serie Copas amargas, de 1996. RTras interpretar varios papeles de reparto, obtuvo su primer protagónico en la telenovela Tabú, de 1999. Seguiría apareciendo en varias telenovelas, como antagonista en Marido a sueldo de RCN Televisión, así como en obras de teatro. Además de su estelar aparición en Sábados Felices conociendo y distinguiéndose como una de sus mejores comediantes. También participó y ganó la versión colombiana de Bailando por un sueño. En 2006, Rendón protagonizó la película La voz de las alas. 
En 2009, protagonizó junto a Víctor Hugo Cabrera la telenovela Bermúdez, de Caracol TV. También aparece en la película venezolana Venezzia, cuyo guion escribió con Jörg Hiller.

## Filmografía

### Televisión
| Año  | Título                     | Personaje                  | Canal              |
| ---- | -------------------------- | -------------------------- | ------------------ |
| 1996 | Copas amargas              | Silvana Mejía              | Canal A            |
| 1996 | O todos en la cama         | Laura Pachón               | Canal A            |
| 1998 | Hilos invisibles           | N/d                        | Canal Uno          |
| 1999 | Me llaman Lolita           | Sol Ángela                 | Canal RCN          |
| 1999 | Tabú                       | Carolina                   | Canal Uno          |
| 2000 | Pobre Pablo                | Cindy Mercedes Casilimas   | Canal RCN          |
| 2002 | La lectora                 | Lulú                       | Canal RCN          |
| 2003 | Punto de giro              | Diana                      | Canal RCN          |
| 2004 | Mesa para tres             | Claudia Neira              | Caracol Televisión |
| 2005 | ¿De qué tamaño es tu amor? | Sara López                 | Canal RCN          |
| 2007 | Marido a sueldo            | Tatiana Alvarado           | Canal RCN          |
| 2007 | Decisiones                 | N/d                        | Telemundo          |
| 2008 | Cómplices                  | Francisca                  | Caracol Televisión |
| 2009 | Bermúdez                   | Silvia Vargas              | Caracol Televisión |
| 2009 | Amor en custodia           | Isabella                   | Canal RCN          |
| 2010 | Confidencial               | Episodio:El informante     | Caracol Televisión |
| 2010 | La Pola                    | Magdalena Ortega de Nariño | Canal RCN          |
| 2011 | Infiltrados                | 1 episodio                 | Caracol Televisión |
| 2011 | Mujeres asesinas           | Juana, la instigadora      | Canal RCN          |
| 2013 | Allá te espero             | Cecilia Restrepo Jaramillo | Canal RCN          |
| 2020 | Pa' quererte               | Invitada Especial          | Canal RCN          |

## Cine
| Año  | Título             | Personaje | Nota |
| ---- | ------------------ | --------- | ---- |
| 2013 | Beware the Night   | Claudia   |      |
| 2009 | Venezzia           | Graciela  |      |
| 2006 | La voz de las alas |           |      |

## Premios y nominaciones

### Premios TVyNovelas
| Año  | Categoría                              | Telenovela o Serie | Resultado |
| ---- | -------------------------------------- | ------------------ | --------- |
| 2014 | Mejor actriz de reparto de telenovela  | Allá te espero     | Nominada  |
| 2000 | Mejor actriz protagónica de telenovela | Tabú               | Nominada  |

### Premios India Catalina
| Año  | Categoría                                     | Telenovela o serie | Resultado |
| ---- | --------------------------------------------- | ------------------ | --------- |
| 2014 | Mejor actriz de reparto de telenovela o serie | Allá te espero     | Ganadora  |
| 2004 | Mejor actriz de reparto de telenovela o serie | Punto de giro      | Nominada  |
| 2001 | Mejor actriz de reparto de telenovela o serie | Pobre Pablo        | Nominada  |

### Premios recibidos como Guionista
- AFFMA International Film Festival (USA) Mejor Guion: Venezzia
- Universo del Espectáculo (Venezuela) Mejor Guion: Venezzia